# Doodstil
Doodstil – wieś w Holandii, w prowincji Groningen, w gminie Eemsmond. 